# Hoplomaladera saitoi
Hoplomaladera saitoi är en skalbaggsart som beskrevs av Kobayashi 1975. Hoplomaladera saitoi ingår i släktet Hoplomaladera och familjen Melolonthidae. Inga underarter finns listade i Catalogue of Life.